# 和州 (唐朝)
和州，中国唐朝时设置的州。
唐高祖武德元年（618年），分邢州南和县置和州。治所在南和县（今河北省南和县）。武德二年（619年），窦建德占领和州。武德四年（621年）李世民生擒窦建德，收复和州，旋即废除和州，南和县属邢州。